# روجيريو سيلفا
روجيريو سيلفا (5 أبريل 1997 في البرتغال - ) هو لاعب كرة قدم برتغالي في مركز الهجوم. لعب مع ديسبورتيفو تروفينسي.

## وصلات خارجية
- روجيريو سيلفا على موقع قاعدة بيانات كرة القدم.إي يو (الإنجليزية)
- روجيريو سيلفا على موقع Soccerway.com (الإنجليزية)